# Campanyes del mar Bàltic (1939-1945)
Les Campanyes del Mar Bàltic són les operacions de les forces navals de l'Eix al mar Bàltic i les seves costes, incloent les operacions de combat al golf de Finlàndia durant la Segona Guerra Mundial, incloses les realitzades en suport a les forces terrestres i les operacions de no-combat. També descriu les operacions de la Marina Polonesa, i les de Finlàndia, Suècia, i la planejada operació Caterina de la Royal Navy britànica per controlar el Bàltic i la seva sortida al mar del Nord. La fita més important de les operacions al Bàltic va ser la guerra de mines, especialment al Golf de Finlàndia: tot i que era una zona relativament petita, les parts en conflicte van deixar anar 60.000 mines navals i obstacles a la navegació, fent que el Golf de Finlàndia fos una de les zones més densament minades del món.

## Participants

### Finlàndia
La Marina Finesa disposava d'una petita força professional. La seva força el 1941 consistia en:
- Dos vaixells de defensa costanera: el Ilmarinen i el Väinämöinen
- Cinc submarins: el Vesihiisi, el Iku-Turso, el Vetehinen, el Vesikko i el Saukko.
- Quatre balandres: la Turunmaa, la Karjala, la Uusimaa, la Hämeenmaa
- Tres minadores
- Dotze dragamines
- Set llanxes torpederes.

A més, la Marina Finesa usà diversos vaixells més durant la guerra
- Quatre balandres
- Sis xalupes
- Disset llanxes patrulleres (usades com a petites llanxes torpedineres, llanxes metralladores, caçadores de submarins, etc.)

### Alemanya
En un inici, la Reichmarine patí de les limitacions imposades pels acords posteriors a la Primera Guerra Mundial. El 1935, Alemanya signà el Tractat Naval Germanobritànic, que li permetia expandir-se; i aquell mateix any passà a anomenar-se Kriegsmarine. Si bé la Kriegsmarine tenia una mida poderosa, va haver de dividir-se entre diversos teatres de guerra i va veure molt limitat el nombre i la capacitat dels vaixells que podia desplegar al Bàltic.

### Polònia
La relativament petita Marina Polonesa va patir molt per la mancança de fons, però encara aconseguí llançar al camp a l'esclat de la guerra:
- Quatre destructors
- Cinc submarins
- Diversos minadors
- Diversos vaixells menors

### Unió Soviètica
La Flota del Bàltic era la major de les quatre flotes de què disposà la Marina Soviètica durant la Segona Guerra Mundial, sent comandada per l'almirall Vladimir Tributs durant tota la guerra. Si bé en un inici va quedar arraconada a la riba oriental del golf de Finlàndia, la Flota del Bàltic Bandera Roja era la major potència naval al Bàltic. A mira que la Segona Guerra Mundial progressava, la Marina Soviètica va poder aprofitar les bases navals dels Països Bàltics, inicialment sota el tractat que els permetia fer-ho i després gràcies a l'accés directe després de l'ocupació dels Estats Bàltics. Els guanys després del Tractat de Pau de Moscou de 1940, que posà final a la Guerra d'Hivern van fer que la Flota Soviètica adquirís la base de Hanko, així com la costa de l'Istme de Carèlia. Liepaja i Tallin eren les principals bases de la Flota del Bàltic, abans de l'operació Barbarroja.

#### Potència naval soviètica al Bàltic al juny de 1941
| Tipus de vaixell             | Quantitat | Notes / Classe                   |
| ---------------------------- | --------- | -------------------------------- |
| Cuirassats                   | 2         | classe Gangut                    |
| Creuers                      | 2         | classe Kírov                     |
| Destructors                  | 2         | classe Leningrad                 |
| Destructors moderns          | 17        | 3 Tipus 7, 13 Tipus 7U, 1 Opitni |
| Destructors vells            | 6         | classe Novik                     |
| Submarins                    | 65        |                                  |
| Vaixells d'Escorta/Canoneres | 7         |                                  |
| Minadors                     | 39        |                                  |
| Llanxes Motores Torpedineres | 48        |                                  |

### D'altres marines al mar Bàltic
La Marina Sueca era la tercera major marina desplegada al Bàltic. Tot i que Suècia es va mantenir neutral durant el conflicte, els vaixells suecs van escortar i protegir combois dins les aigües territorials sueques durant la guerra, atacant els submarins hostils amb càrregues de profunditat.
També Estònia, Letònia i Lituània tenien petites flotes abans de la Segona Guerra Mundial. Durant l'ocupació i annexió dels Estats Bàltics per la Unió Soviètica el 1940, aquestes naus van passar a formar part de la Flota del Bàltic soviètica.

## Campanyes al mar Bàltic

### Operacions anteriors a 1941

#### Invasió de Polònia
Pròpiament, va ser la Kriegsmarine qui inicià la Segona Guerra Mundial, quan l'1 de setembre de 1939 a les 04:00 el vell cuirassat SMS Schleswig-Holstein salpà del port de Danzig i començà a bombardejar el trànsit naval polonès de la base de Westerplatte. La Marina Polonesa participà en la batalla de la badia de Gdansk el 1939. La major part dels vaixells de superfície polonesos van ser evacuats per continuar la guerra des de Gran Bretanya (Operació Peking), però alguns vaixells van quedar-se a Polònia, sent enfonsats per les forces alemanyes. Els submarins polonesos van operar al Bàltic per deixar anar mines i atacar els transports alemanys fins a ser internats o van aconseguir escapar a Gran Bretanya (veure incident d'Orzel) a la tardor de 1939. El destructor Wicher i el minador Gryf començaren a minar les costes. El 3 de setembre, la Kriegsmarine envià dos destructors contra les instal·lacions costaneres poloneses, però van quedar malmesos pel foc d'artilleria provinent de Hel, així com dels atacs del Wicher i el Gryf. Els dos principals vaixells polonesos van ser enfonsats pels atacs de la Luftwaffe, mentre que els minadors costaneres van aconseguir escapar als atacs aeris fins al 16 de setembre, quan van ser finalment enfonsats.

### Operacions el 1941
La Guerra d'Hivern i l'ocupació dels Estats Bàltics havien deixat la Flota del Bàltic soviètica en una posició de gran fortalesa. Es tractava de la major marina al Bàltic (2 cuirassats, dos creuers lleugers, 19 destructors, 68 submarins i una arma aèria naval formada per 709 avions), amb bases per tota la costa del Bàltic, així com a Hanko. En particular, la llarga i vulnerable costa sud de Finlàndia quedava completament esposada a la Marina Soviètica en tota la seva longitud. La Marina Finesa tenia dues branques, les velles fortificacions construïdes pels russos abans de la I Guerra Mundial (la Fortalesa Naval Pere el Gran) i la marina actual, consistent en dos vaixells de defensa costanera, cinc submarins i diverses llanxes. La Kriegsmarine només podia deixar allà una petita força, car la major part estava compromesa a la batalla de l'Atlàntic. La principal preocupació alemanya al Bàltic era protegir les rutes pel mar de l'arxipèlag, que subministraven el vital mineral de ferro suec per a la indústria de guerra alemanya.
La Marina Soviètica va ser sorpresa durant l'inici de la invasió alemanya, patint grans pèrdues durant l'evacuació dels Països Bàltics i Finlàndia. La Kriegsmarine havia començat a deixar mines hores abans de l'atac alemany contra la Unió Soviètica el 22 de juny de 1941. Les zones minades van tenir un efecte immediat, car la Flota del Bàltic va perdre un destructor a causa de les mines ja el segon dia de la guerra. El veloç avanç alemany obligà la Marina Soviètica a abandonar les seves bases de la costa del Bàltic i evacuar-les fins a Tallin i Kronstadt. Els alemanys també desplegaren un gran grup de batalla entre agost i setembre de 1941 per protegir-se davant d'un contraatac de la Flota Roja. Aquest grup incloïa el nou cuirassat Tirpitz, creuers i destructors. També desplegaren una sèrie de camps de mines al golf de Finlàndia, per ajudar a contenir la Flota Roja. Posteriorment, quan la flota soviètica no realitzà per arribar a l'Atlàntic o a la Suècia neutral, Alemanya retirà els seus vaixells del Bàltic. Posteriorment, el vaixell de defensa costanera Ilmarinen va ser enfonsat per les mines durant l'operació Vent del nord en una operació de finta fracassada. Els submarins i vaixells de superfície finesos atacaren els combois soviètics de i cap a Hanko, però van tenir un èxit limitat a causa de la decidida resistència soviètica i del pobre equipament (un informe de Hanko informà que un transport va arribà amb dos torpedes finesos encara al casc sense explotar)
Mentre que les bases navals soviètiques de Riga i Liepaja es van perdre a causa de l'avanç alemany, la Marina Soviètica va retirar-se fins a Tallinn. A finals d'agost, les tropes alemanyes van envoltar Tallinn, i els soviètics prepararen una evacuació per mar. Com a contramesura, les marines alemanya i finesa llançaren unes 2.400 mines a afegir les 600 ja llençades a la costa de Tallinn. L'artilleria alemanya va situar-se a la península de Juminda, i un grup de llanxes torpedineres alemanyes i fineses van ser posades en alerta. L'evacuació soviètica va estar formada per 160 vaixells, que evacuaren unes 28.000 persones, incloent els caps comunistes i les seves famílies, personal de l'exèrcit i la marina, així com uns 10.000 estonians condemnats als camps de treball, així com 66.000 tones de material. L'evacuació s'inicià el 27 d'agost, paral·lelament a l'entrada de les primeres tropes alemanyes a la ciutat. Durant l'evacuació, la Marina Soviètica va estar constantment sota els atacs dels bombarders i l'artilleria alemanya, particularment mentre que es trobaven navegant per la península de Juminda. El 28 a mitjanit, l'armada travessà la zona minada de la península de Juminda mentre que era atacada per les llanxes torpedineres fineses i alemanyes; les baixes van ser altes: es van perdre 65 dels 160 vaixells, i molts més van resultar danyats; i 16.000 dels 28.000 evacuats van morir. Amb relativament pocs mitjans, la Kriegsmarine i la Merivoimat van causar grans danys a la Flota del Bàltic Bandera Roja, retirant-se darrere de la relativa seguretat de les barreres formades per les mines navals i les fortificacions costaneres de Kronstadt.
A l'inici de la guerra, les tropes terrestres fineses van aïllar la base de Hanko, amb 30.000 soldats. El front restà estàtic, amb només petites accions navals i amfíbies a l'arxipèlag circumdant, i al final de l'estiu, la 17a divisió finesa, que havia constituït el gruix de les defenses, abandonaren el front de Hanko per dirigir-se a la Carèlia oriental. A finals de 1941, la base perdé la seva importància, car el bloqueig continuat i el veloç avanç alemany en direcció a Leningrad, sent finalment evacuada al desembre de 1941. L'evacuació va realitzar-se en diversos combois, aconseguint transportar uns 23.000 soldats fins a Leningrad. La flota patí baixes a causa de les mines fineses i l'artilleria costanera, perdent 3 destructors i dos grans transports (el Andrei Jdànov i el Ióssif Stalin), així com diversos vaixells menors. Les tropes fineses conqueriren la base de Hanko, abandonada pels soviètics però densament minada.
Tot i les mines navals, la supremacia a l'aire i el veloç avenç terrestre havia causat greus danys i causat colls d'ampolla, neutralitzant els seus elements pesants, la flota del Bàltic soviètica navegà fins a la rodalia immediata de Leningrad, sense ser completament destruïda. El bombardeig de la flota contra la costa va ser molt important en el salvament de Leningrad durant l'assalt inicial alemany al setembre. El cuirassat soviètic Marat va ser enfonsat a Kronstadt per l'as dels Stukas Hans-Ulrich Rudel, però va ser parcialment salvat, sent emprat com a bateria estàtica. Molts mariners de la Flota del Bàltic van combatre com a infanteria durant el Setge de Leningrad. També, com que durant 1941 es van perdre algunes illes de la badia de Finlàndia, l'almirall Tributs decidí mantenir les illes de Seiskari i Lavansaari, que es provaren com a bases de gran importància a mesura que la guerra progressava.

### Operacions el 1942
El 1942, la Flota del Bàltic va quedar confinada a la part més profunda del golf de Finlàndia a causa de les mines alemanyes. Els soviètics aconseguiren mantenir el cap de pont Oranienbaum i enviaren submarins a mar obert via l'illa Lavansaari, que es mostrà com una base sense preu pels submarins soviètics, així com per les seves forces navals lleugeres. Els submarins atacaren els vaixells alemanys, finesos, així com alguns de neutrals; aconseguint un èxit limitat en enfonsar 18 vaixells a costa de 12 submarins. Tot i les pèrdues, la simple presència dels submarins aconseguí causar problemes als transports, veient-se obligats a navegar per rutes a través de la costa en lloc de navegar per les rutes més ràpides per mar obert. Les contínues operacions dels submarins soviètics obligaren als alemanys i als finesos a esforçar-se en la lluita antisubmarina al golf de Finlàndia.
Encara que els soviètics havien evacuat la majoria de les illes del golf de Finlàndia a les darreries de 1941, el gener de 1942 reconqueriren Suursaari. Al març, una poderosa força finesa, amb una forta cobertura aèria marxà sobre el gel i expulsà els soviètics de l'illa. Les temptatives soviètiques per reconquerir l'illa resultaren en diversos enfrontaments que continuaren sobre el gel fins a l'abril de 1942. Les tropes fineses i alemanyes també conqueriren la pobrament defensada Tytärsaari. El juliol del 1942, els soviètics intentaren capturar la petita illa de Someri, però malgrat els èxits inicials, les tropes de desembarcament soviètiques van ser derrotades i les unitats navals de suport van ser rebutjades.
Els submarins finesos passaren la major part de l'inici de 1942 a port, on se'ls dotà de sistemes d'escolta i armers per càrregues de profunditat. A l'octubre de 1942 van ser desplegats al mar d'Åland per caçar submarins soviètics, els quals havien aconseguit superar les barreres antisubmarines. Cadascun dels 3 majors submarins finesos aconseguí destruir un submarí soviètic, dels quals dos van ser destruïts mitjançant torpedes i el tercer en impactar intencionadament. L'esforç antisubmarí al mar d'Åland es demostrà prou efectiu per a fer que els comandament soviètic disminuís les operacions submarines en aquella zona.
El novembre de 1942, les llanxes torpedineres fineses atacaren el port de Lavansaari, enfonsant la canonera Krasnoie Znamia; però els soviètics no van tenir massa problemes per recuperar-la i tornar-la al servei actiu abans del final de la guerra.

### Operacions el 1943
A la primavera de 1943, l'Eix completà una extensa barrera de mines pel golf de Finlàndia per prevenir els atacs submarins contra la navegació alemanya i perquè no impedissin l'entrenament dels U-boats. Es van perdre sis submarins soviètics intentant superar la barrera.

### Operacions el 1944
Els soviètics començaren a derrotar l'Eix el 1944, aixecant el setge de Leningrad i rellevant el cap de pont d'Oranienbaum al gener. Al febrer, un assalt amfibi contra la costa meridional del golf de Finlàndia va ser rebutjat. Resistint a la frontera d'Estònia, les tropes de l'Eix van mantenir un bloqueig amb mines fins al setembre, quan Finlàndia signà la pau amb la Unió Soviètica i el Grup d'Exèrcits Nord es retirà d'Estònia. La flota alemanya perdé diversos dragamines i el creuer antiaeri Niobe durant el procés. La Kriegsmarine també va perdre 3 llanxes torpedineres classe Elbing (la T-22, la T-30 i la T-32) mentre que navegaven per una zona minada per l'Eix durant l'agost de 1944.
Durant l'ofensiva soviètica contra Finlàndia a l'estiu de 1944, l'Exèrcit Roig va realitzar diversos desembarcaments a les illes Koivisto. Com que la situació a les illes semblava ser insostenible pels finesos, aquests evacuaren les illes gairebé sense oposició. Abans de l'evacuació, però, tant les unitats navals fineses com les alemanyes toparen amb les unitats lleugeres soviètiques, patint repetits atacs durant els quals els finesos van perdre el Tarmo, i el VMV 17, mentre que diversos vaixells més van resultar danyats; mentre que la Kriegsmarine perdé la llanxa torpedinera T-31 i AF 32, a més de diversos vaixells malmesos. L'evacuació obrí el camí per a l'operació amfíbia soviètica a la badia de Viborg. Les forces lleugeres navals fineses i alemanyes van realitzar continus atacs contra la badia sota l'atac constant d'artilleria, de llanxes torpedineres i des de l'aire. Encara que no es va perdre cap nau, gairebé tots els vaixells participants van resultar molt danyats i necessitats de reparacions. Encara que les forces navals no aconseguiren arribar fins al seu objectiu, els atacs ajudaren a la defensa de les illes, car van distreure el foc d'artilleria com els atacs de la Força Aèria Soviètica.
Després de la invasió aliada de Normandia, el Großadmiral Karl Dönitz decidí traslladar el gruix de la flota de superfície alemanya al Bàltic per tal de donar suport al flanc naval de l'exèrcit alemany. El creuer pessat Prinz Eugen bombardejà les posicions de l'Exèrcit Roig prop de Riga i diversos U-boats s'infiltraren al golf de Finlàndia.
Després de l'armistici finès amb els soviètics, els alemanyes intentaren capturar posicions estratègiques a Finlàndia. Al Bàltic, entre aquestes operacions estaven la fracassada Tanne Ost i la cancel·lada  Tanne West.
Entre agost i setembre, els alemanys van haver d'abandonar les seves posicions a Estònia, aconseguint evacuar 91.000 soldats i 85.000 refugiats civils a Alemanya per vaixell; combinant amb l'ús de les bases fineses i els corredors marítims, que també permeteren circumvalar les prèviament impenetrables barreres antisubmarines. Durant l'operació de desembarcament de Moonzund, l'Exèrcit Roig i la Flota del Bàltic van capturar les illes del Bàltic al setembre i completaren les seves operacions a Estònia a finals d'octubre. La Kriegsmarine s'oposà a aquesta ofensiva bombardejant les posicions de l'Exèrcit Roig, perdent els destructors Z36 i Z35 al desembre.

### Operacions el 1945
El 1945, l'Exèrcit Roig avançà pel territori alemany, i la Kriegsmarine va haver d'encarregar-se tant de l'evacuació dels refugiats com de bombardejar les tropes alemanyes que avançaven. La flota de superfície soviètica es quedà a la zona de Leningrad, a causa tant dels camps de mines com de la pobre condició dels vaixell; però els submarins soviètics van estar molt actius enfonsant els vaixells Wilhelm Gustloff (de 25.484 tones, portant 7.000 civils i 1.300 membres del cos de submarins alemanys; sent enfonsat el 30 de gener pel S-13, del capità de 3a Alexandr Marinesko), el SS General von Steuben (de 14.600 tones; carregat amb més de 3.000 persones, sent enfonsat el 10 de febrer també pel S-13); i SS Goya, amb grans pèrdues de vides.

## Operacions al Llac Ladoga
El llac Ladoga passà a formar part del camp de batalla durant la Guerra d'Hivern, car va estar congelat durant la major part del conflicte, limitant l'ús de forces navals al llac. A mesura que l'hivern progressava, els combats sobre el gel i els moviments de tropes i subministraments sobre el glaç esdevingueren cada cop més importants, especialment quan els finesos encerclaren una gran formació soviètica a la riba septentrional del llac en un motti prop de Kitilä. A diferència d'altres formacions encerclades, a Kitilä aconseguiren sobreviure gràcies a les vies de subministrament sobre el gel. Les forces fineses intentaren repetidament aturar aquestes operacions fortificant les illes adjacents a la carretera de gel i atacant els combois.

### Operacions entre 1941 – 1944
Quan s'iniciaren l'operació Barbarroja i la guerra de Continuació, el llac Ladoga tornà a ser un camp de batalla. L'escenari inicial de les operacions al Ladoga consistí en evacuacions de tropes soviètiques davant les tropes fineses que avançaven contra ells des de la riba nord del llac. Aquestes operacions van ser majoritàriament coronades amb l'èxit, car les tropes soviètiques patiren poques pèrdues. Després que els alemanys avancessin cap a Leningrad i aconseguissin assetjar la ciutat, les rutes de subministrament pel llac esdevingueren d'importància capital per les tropes que defensaven la ciutat. Quan la formació del gel sobre el llac impedí la navegació, es van fer les carreteres de gel format la Ruta de la Vida.
Per l'estiu de 1942, els finesos només havien emprat les obsoletes llanxes torpedineres Sisu. La resta de vaixells finesos eren petits vaixells civils i vaixells de transport capturats als soviètics. Els alemanys i els italians també enviaren algunes forces navals al Ladoga, formant el Destacament Naval K. Usant principalment llanxes torpedineres italianes i minadors alemanys, el destacament intentà contínuament impedir l'arribada de combois de subministrament a Leningrad pel Ladoga. A mesura que arribava l'hivern i el llac començà a glaçar-se, les naus italianes i alemanyes van ser retirades i no van tornar l'any següent, permetent als soviètics obrir una ruta fins a Leningrad durant el gener de 1943. Els finesos adquiriren diverses barcasses alemanyes i bots d'infanteria per usar-los al Ladoga; a més de torpedineres italians per usar-les al Bàltic.
Durant 1943 no va haver gaire activitat naval al Ladoga. En canvi, el 1944 tingué lloc una ofensiva soviètica a través del riu Svir i cap a Sortavala, amb un desembarcament a Tuloksa. Inicialment només desembarcà una brigada d'infanteria de marina soviètica, però va ser reforçada per una segona brigada. La superioritat naval i aèria soviètica va fer que els finesos no poguessin respondre al desembarcament. Els avantatges navals finesos van ser reforçats per 3 llanxes torpedineres obsoletes i 3 barcasses adquirides als alemanys. Les forces navals entraren en acció durant l'ofensiva soviètica donant suport el front terrestre amb la seva artilleria i contraatacant els atacs soviètics a la punta septentrional del llac Ladoga. Quan s'acordà l'alto el foc, la major part de la flota finesa va ser evacuada per les vies terrestres fins a la frontera acordada. Els soviètics reclamaren les barcasses alemanyes i les llanxes d'infanteria, rebent-les a l'agost de 1945 a Hèlsinki.

## Operacions al Llac Onega
Vegeu també: Guerra de Continuació
Quan els finesos van arribar al llac Onega van aconseguir capturar diversos vaixells soviètics, a més d'aconseguir reflotar diversos vaixells que els soviètics havien enfonsat mentre es retiraven. Els finesos equiparen diversos dels vaixells amb metralladores i canons antitanc i els usaren a l'Onega. Les primeres operacions amb èxit van tenir lloc sobre el gel durant la primavera de 1942, quan una patrulla finesa aconseguí incendiar diverses barcasses soviètiques. Els finesos traslladaren un VTV-1 soviètic capturat per reforçar les operacions a l'Onega. Tot i això, la major part de naus que disposaven els finesos eren obsoletes i incapaces d'oferir una gran resistència contra la flota soviètica que també operava al llac. Quan l'ofensiva soviètica de 1944 s'inicià a l'istme de Carèlia els finesos començaren a evacuar forces de la regió de l'Onega. Quan l'ofensiva també començà prop de l'Onega, la força naval finesa protegí l'evacuació dels combois després que els vaixells fossin desarmats i separats del VTV-1, que va ser transportat al Bàltic per tren.